# Société des automobiles de Riancey

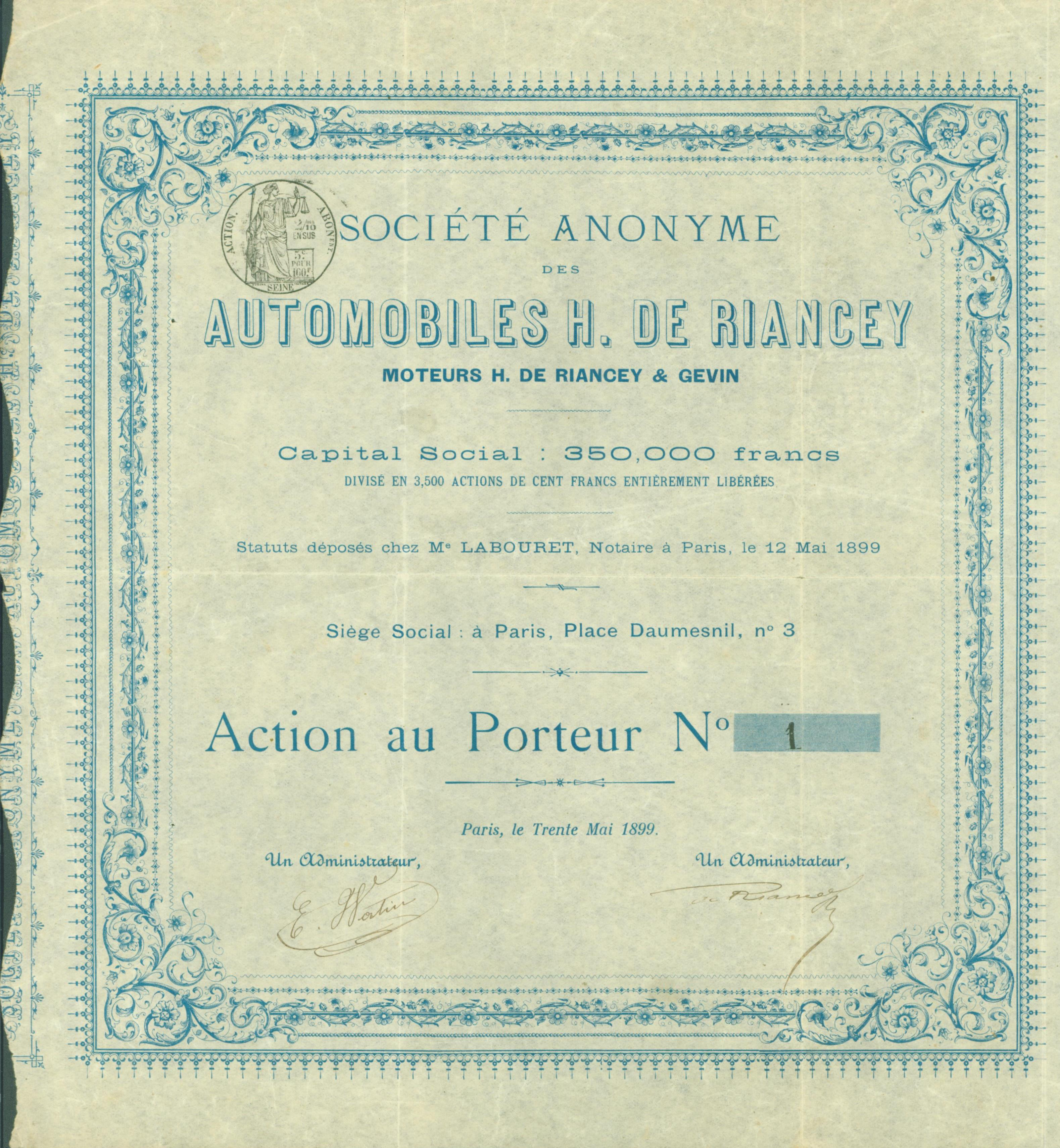
Premier action de la S. A. des Automobiles H. de Riancey en date du 30 mai 1899

La Société Anonyme des Automobiles de Riancey est un constructeur pionnier de l'automobile française, entre 1899 et 1901.

## Historique
L’entreprise de Levallois-Perret commence à produire des petites voitures en 1899, commercialisées sous le nom de Riancey. En 1899, la Voiturette De Riancey fait ses débuts à l’Exposition de l’Automobile Club. D’autres véhicules exposés provenaient de De Dion-Bouton, Renault, Tourgan et Foy, Levenn, et Quérey. En 1899, les établissements Snoeck de Belgique ont conclu un accord de licence avec le constructeur automobile français De Riancey pour la production d’automobiles selon le système breveté pour un véhicule à traction avant. On ne sait pas si des véhicules similaires à ceux produits par De Riancey ont effectivement été produits. De Riancey et son partenaire Gevin ont disposé le moteur et la direction sur un sous-châssis rotatif. Cette unité formait un cheval d’automobile.

La traction avant présentait des avantages en raison de la direction simple et de la réduction de l’effet de dérapage du véhicule.

Le moteur de 2 ¹⁄₂ ch avait deux cylindres, avec des ailettes refroidies par air. Le moteur boxer avait un allumage électrique. Le prix a été fixé à 5500 francs. Le véhicule pesait 230 kg. Le corps offrait de la place pour deux personnes.

Un véhicule survivant de cette marque est exposé au Château de Grandson. La production s’est terminée en 1901.

De Riancey Avant-Train
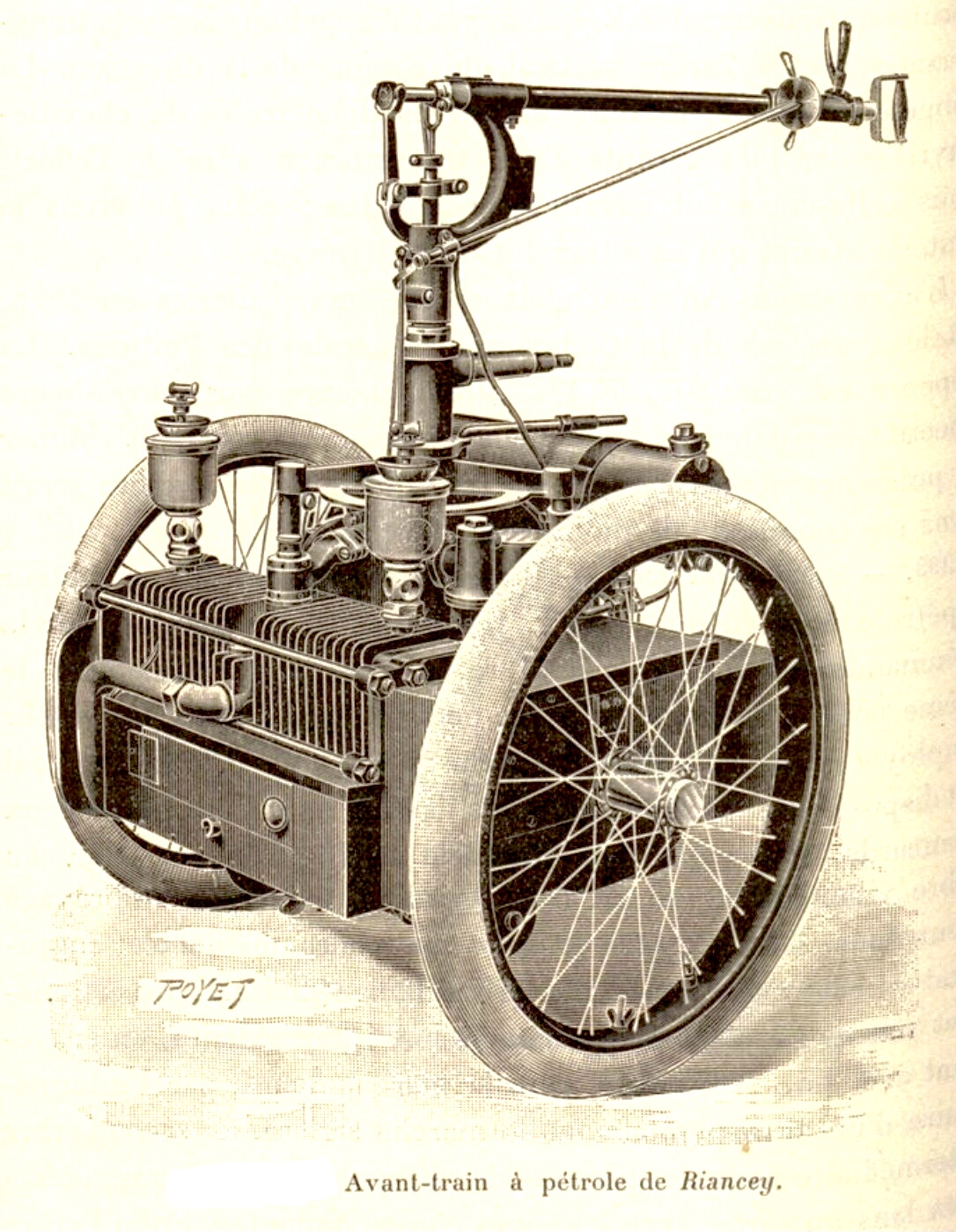